# ディミタール・マノロフ
ディミタール・マノロフ (ブルガリア語: Димитър Манолов, Dimiter Manolov, 1940年7月20日 - 1998年9月25日) はブルガリアの指揮者。

## 経歴
モスクワ音楽院でアレクサンドル・ガウクとゲンナジー・ロジェストヴェンスキーに師事。
1968年からルセの人民歌劇場の指揮者となり、1969年にはプレヴェンの管弦楽団の首席指揮者に転出した。1972年から1980年までソフィア・フィルハーモニー管弦楽団の首席指揮者を務め、1981年にコロンビアを訪問して1983年までボゴタの管弦楽団の指導に当たった。帰国後はソフィア国立歌劇場の指揮者となり、1987年にはプロヴディフ・フィルハーモニー管弦楽団の首席指揮者に就任した。
1990年から再びコロンビアに赴き、コロンビア国立交響楽団の首席指揮者として活躍したが、1998年、ボゴタで客死した。

## 註
1. ↑  [リンク切れ]
2. ↑  ディミトゥール・マノロフ - Dimitur Manolov
3. ↑  Dimiter Manolov (1940-1998)

| スタブアイコン | サブスタブ | この項目は、まだ閲覧者の調べものの参照としては役立たない、人物に関連した書きかけの項目です。この項目を加筆・訂正などしてくださる協力者を求めています（P:人物伝/PJ:人物伝）。 |